# Vroege spinnenorchis
De vroege spinnenorchis (Ophrys araneola) is een Europese orchidee. Het is een van de vroegste bloeiers onder de orchideeën en staat soms al vanaf maart in bloei.
De plant komt voor in Zuid- en Midden-Europa.

## Naamgeving enetymologie
- Synoniemen: Ophrys aranifera subsp. araneola (Rchb.) K. Richt., Ophrys litigiosa E.G.Camus, Ophrys sphegodes subsp. litigiosa (E.G.Camus) Bech., Ophrys sphegodes var. araneola (Rchb.) Lainz, Ophrys tommasinii (Vis.), Ophrys sphegodes subsp. tommasinii (Vis.) Soó
- Frans: Ophrys petite araignée
- Engels: Small Spider Orchid
- Duits: Kleine Spinnen-Ragwurz, Kleine Spinnenorchis

De botanische naam Ophrys stamt uit het Oudgrieks en betekent ‘wenkbrauw’, wat zou slaan op de behaarde lip. De naam wordt reeds gebruikt door Plinius de oudere (23-79 vc) in zijn Naturalis Historia, alhoewel hij er waarschijnlijk een andere plant mee aanduidde.
De soortaanduiding araneola stamt uit het Latijn en betekent ‘kleine spin’, wat wijst op de gelijkenis van de lip met een spin.
De Nederlandse naam slaat op de vroege bloei van deze plant en eveneens op de vorm van de lip.

## Kenmerken

### Plant
De vroege spinnenorchis is een overblijvende, niet-winterharde plant (geofyt). Het is een tot 35 cm hoge plant met vier tot tien kleine, groene bloemen in een ijle aar.

### Bladeren
De plant vormt een bladrozet dat reeds in de winter boven de grond komt met blauw-groene bladeren. Op de bloemstengel komen nog één of twee rond de stengel geplooide stengelbladeren voor. De bladeren zijn breed-lancetvormig, ongevlekt, met parallelle nerven maar schijnbaar netvormig geaderd.

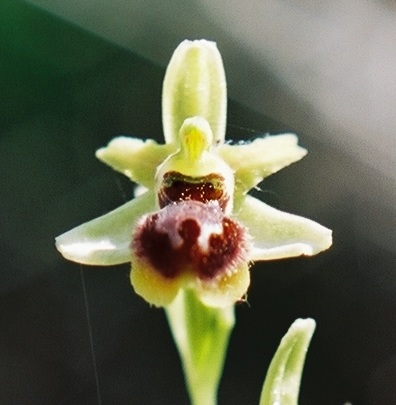
Vroege spinnenorchis, detail bloem

### Bloemen
De bloemen zijn tot 2 cm groot, met drie lancetvormige, geelgroene, wijd uitgespreide kelkbladen of sepalen en twee kleinere, eveneens lancetvormige en iets donkerder gekleurde kroonbladen of petalen met gegolfde randen.
De lip is klein in verhouding tot de andere bloembladen, tot 10 mm lang, bijna vlak en eendelig of met twee zijlobben, roodbruin tot bijna zwart, fluweelachtig behaard, met een brede gele tot oranje rand. Het speculum is π-vormig, bruin-, blauw- of grijskleurig, dikwijls klein en weinig opvallend. Het basaal veld is meestal iets helderder rood van kleur dan de rest van de lip. De holte onder het stigma is zeer nauw, zonder of met een vage bruine vlek. Er zijn altijd ronde, zwarte pseudo-ogen aanwezig. Het aanhangsel is klein en driehoekig. Het gynostemium is groen.
De bloeitijd is van maart tot mei.

## Voortplanting
De vroege spinnenorchis wordt bestoven door zandbijen uit het geslacht Andrena.
Voor details over de voortplanting, zie spiegelorchis.

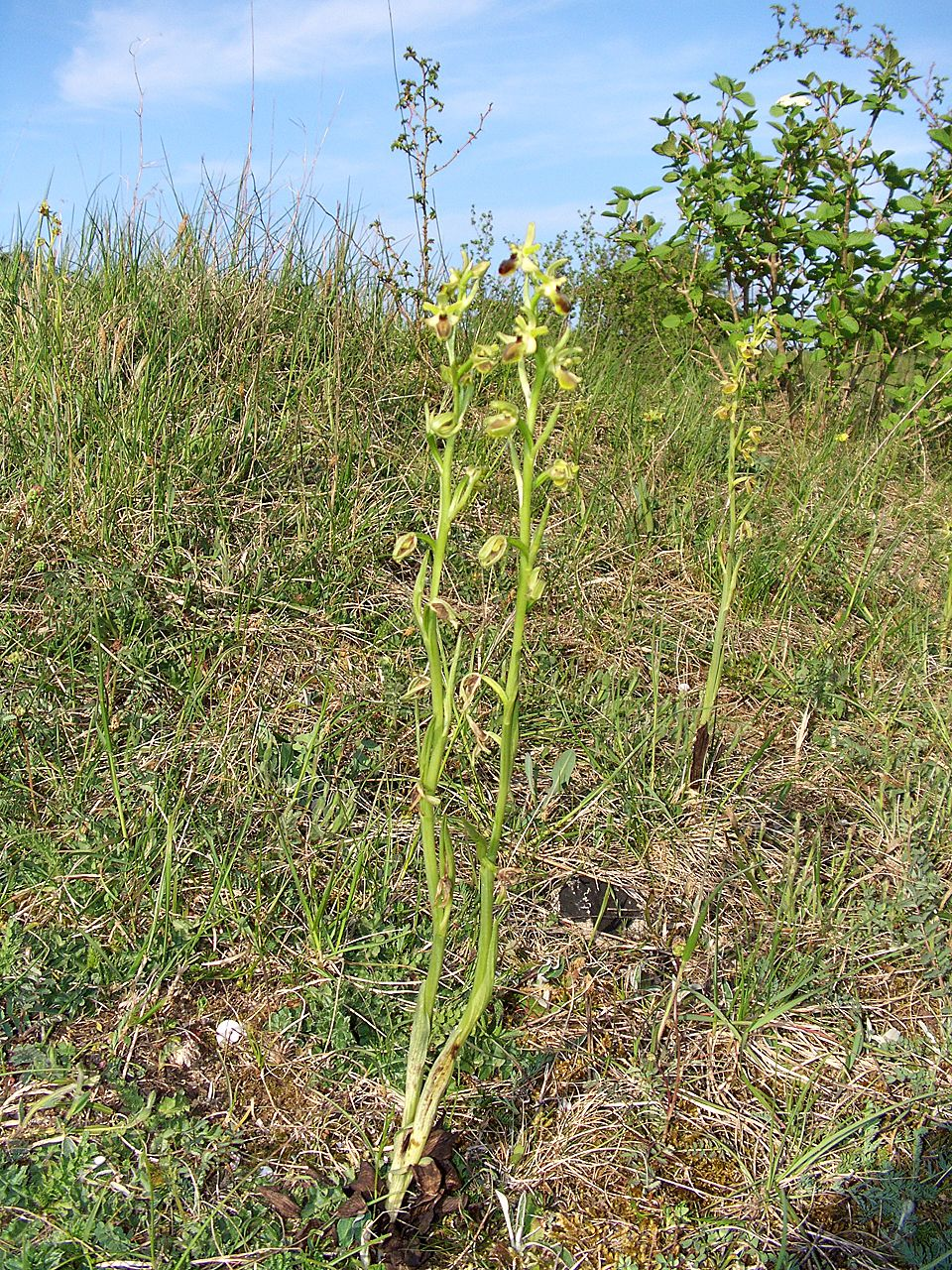
De vroege spinnenorchis in zijn voorkeursbiotoop, een kalkgrasland

## Habitat
De vroege spinnenorchis geeft net als de spinnenorchis de voorkeur aan kalkrijke, vochtige of droge bodems op zonnige of halfbeschaduwde plaatsen, zoals kalkgraslanden, ruigtes, bermen en lichte bossen. In middelgebergte komt de soort voor tot op hoogtes van 1300 m.

## Voorkomen
Door verwarring met verwante soorten is de kennis over de verspreiding van deze soort beperkt.
Het centrum van de verspreiding van de vroege spinnenorchis ligt in Frankrijk, met uitlopers naar Spanje (Catalonië), Italië, Zwitserland, Oostenrijk en Zuidwest-Duitsland. Noordelijk bereikt de soort bijna de Belgische grens.
Deze soort lijkt zich steeds meer naar het noorden uit te breiden, meestal op terreinen waar de spinnenorchis reeds voorkomt.

## Verwantschap en gelijkende soorten
De vroege spinnenorchis vormt samen met een tiental sterk verwante soorten (onder andere Ophrys aveyronensis) een groep binnen het geslacht Ophrys, de groep Ophrys incubacea. Deze is op zijn beurt weer verwant met de groep rond de spinnenorchis (Ophrys sphegodes).
Op het veld kan de vroege spinnenorchis snel verward worden met vroege exemplaren van de gewone spinnenorchis, maar deze heeft meestal grotere bloemen, met een langgerekte lip zonder brede gele rand, en een duidelijk h-vormig speculum.
Verder naar het zuiden zijn er echter meer sterk gelijkende soorten die met de vroege spinnenorchis verward kunnen worden.

## Bedreiging en bescherming
De belangrijkste bedreigingen zijn het verlies van hun habitat (kalkgraslanden) door omzetting naar landbouwgronden, door bemesting en door de natuurlijke successie (evolutie naar bos). Verder het plukken en verzamelen door mensen.
De vroege spinnenorchis is beschermd in Duitsland en in de meeste Franse departementen waar zij voorkomt.